# آرتور فیتون
آرتور فیتون (انگلیسی: Arthur Fitton; ۳۰ مهٔ ۱۹۰۲ – ۱۰ سپتامبر ۱۹۸۴) بازیکن کریکت، و بازیکن فوتبال اهل بریتانیا بود.
از باشگاه‌هایی که در آن بازی کرده‌است می‌توان به باشگاه فوتبال وست برومویچ آلبیون و باشگاه فوتبال منچستر یونایتد اشاره کرد.